# العلاقات المجرية الكوبية
العلاقات المجرية الكوبية هي العلاقات الثنائية التي تجمع بين المجر وكوبا.

## مقارنة بين البلدين
هذه مقارنة عامة ومرجعية للدولتين:
| وجه المقارنة                                              | المجر                                                       | كوبا                              |
| --------------------------------------------------------- | ----------------------------------------------------------- | --------------------------------- |
| المساحة (كم2)                                             | 93.04 ألف                                                   | 109.88 ألف                        |
| عدد السكان (نسمة)                                         | 9.78 مليون                                                  | 11.48 مليون                       |
| الكثافة السكانية (ن./كم²)                                 | 105.12                                                      | 104.48                            |
| العاصمة                                                   | بودابست                                                     | هافانا                            |
| اللغة الرسمية                                             | لغة مجرية                                                   | اللغة الإسبانية                   |
| العملة                                                    | فورنت مجري                                                  | بيزو كوبي، بيزو كوبي قابل للتحويل |
| الناتج المحلي الإجمالي (بليون دولار)                      | 139.14 مليار                                                | 87.13 مليار                       |
| الناتج المحلي الإجمالي (تعادل القوة الشرائية) بليون دولار | 260.42 مليار                                                |                                   |
| الناتج المحلي الإجمالي الاسمي للفرد دولار أمريكي          | 12.36 ألف                                                   |                                   |
| الناتج المحلي الإجمالي للفرد دولار أمريكي                 | 25.07 ألف                                                   |                                   |
| مؤشر التنمية البشرية                                      | 0.828                                                       | 0.769                             |
| رمز المكالمات الدولي                                      | +36                                                         | +53                               |
| رمز الإنترنت                                              | .hu                                                         | .cu                               |
| المنطقة الزمنية                                           | ت ع م+01:00، ت ع م+02:00، أوروبا/بودابست ‏، توقيت وسط أوروبا | 00                                |

## منظمات دولية مشتركة
يشترك البلدان في عضوية مجموعة من المنظمات الدولية، منها:
| علم المنظمة | اسم المنظمة                   | تاريخ انضمام المجر | تاريخ انضمام كوبا |
| ----------- | ----------------------------- | ------------------ | ----------------- |
|             | يونسكو                        | 14 سبتمبر 1948     | 29 أغسطس 1947     |
|             | منظمة حظر الأسلحة الكيميائية  | ?                  | ?                 |
|             | منظمة التجارة العالمية        | 1995               | ?                 |
|             | الاتحاد البريدي العالمي       | ?                  | ?                 |
|             | منظمة الشرطة الجنائية الدولية | ?                  | ?                 |
|             | الأمم المتحدة                 | 14 ديسمبر 1955     | 24 أكتوبر 1945    |
|             | الاتحاد الدولي للاتصالات      | 1866               | 16 يناير 1918     |
|             | مجلس التعاون الاقتصادي        | 25 يناير 1949      | 1972              |

## وصلات خارجية
- موقع وزارة الخارجية المجرية
- موقع وزارة الخارجية الكوبية